# Pinamar
Pinamar es una ciudad balnearia de la costa marítima de la Argentina. Es la cabecera del partido homónimo, al este de la provincia de Buenos Aires. Por ruta, se sitúa a 342 km de la ciudad de Buenos Aires. También se puede llegar por autobús o por avión al cercano aeropuerto de Villa Gesell. Esta localidad pertenecía al partido de General Madariaga, hasta que en el año 1978 se creó el actual partido independiente de esta localidad como una de las ciudades turísticas de la Argentina, destacándose por la alta cantidad de turismo que recibe y por el alto poder adquisitivo de gran parte del mismo. La urbanización de Pinamar es singular, ya que en gran medida se ha acomodado al relieve de las dunas y debido a eso posee numerosas calles curvilíneas. La presencia de dunas exigió la forestación de las mismas con coníferas desde 1941 por el arquitecto Jorge Bunge. La abundancia de coníferas implantadas frente a las costas del mar Argentino ha dado el nombre a la localidad.
Su concepto urbanístico de Ciudad Jardín fue pensado para construir un nuevo balneario y que adoptó el nombre de la compañía: Pinamar S.A. La ciudad tiene ese nombre por los magníficos pinares que se encuentran en el área y que fueron plantados por la empresa durante más de 70 años. Dunas y bosques conformados por pinos, aromos, acacias y eucaliptos contribuyen a la belleza de su paisaje haciendo de Pinamar un lugar que se destaca como una de las ciudades turísticas de mayor renombre de la costa atlántica argentina.
Pinamar llevó una reforma de todos sus balnearios para hacerlos sustentables y de menor tamaño con el objetivo de ganar metros de playa, aproximadamente se lograron ganar 5000 metros cuadrados de playa.
Es una de las primeras ciudades de la Argentina que prohibió las bolsas, los sorbetes y los vasos de plástico con el objetivo de cuidar el medio ambiente.
Desde 2023 su actual intendente es Juan Manuel Ibarguren.

## Pinamar Ambientalista
Debido a la contaminación en las playas, como sorbetes, bolsas plásticas, botellas, y colillas, entre otros, la fundación por el ambiente "Yo amo mi playa", logró variadas leyes que impidan esto, con el apoyo virtual de otras fundaciones y movimientos ambientalistas, activistas por el cambio climático y el ambiente, famosos/as, etcétera. Aún está activa esta fundación, y seguirá logrando objetivos, por un planeta con menos plástico y más vida.

## Historia
A mediados del siglo XX el arquitecto Jorge Bunge tuvo la idea de facilitar a muchos el acceso a estas amplias playas, fundando la ciudad de Pinamar. El original proyecto fue hacer un balneario en el que el verde de la naturaleza formara con el mar un armonioso conjunto, aplicando conceptos urbanísticos muy avanzados para la época. Implementó desde sus comienzos el conjunto de prioridades, creando así un agradable lugar de descanso para disfrutar en familia y con amigos.
Estas tierras eran dunas que formaban una barrera al mar. Bunge, que había estudiado en Alemania no sólo Arquitectura e Ingeniería sino también Urbanismo, hacia fines de los años 30 pensó en fijar las dunas, propiedad de Valeria Guerrero, forestarlos y urbanizarlos. Estudió las características y posibilidades de la zona, teniendo en cuenta que ya existía un ramal ferroviario.
Dio forma a su proyecto con una empresa denominada PINAMAR S.A. junto con la señorita Guerrero y Franco Moschella. A ellos se sumó un grupo interesante de personas, entre los que había hombres de campo, industriales y profesionales animados por el afán de superar un verdadero desafío.
- En el año 1940 se iniciaron los estudios y pruebas previas, así como las construcciones básicas indispensables para brindar infraestructura al proyecto.

- En 1941, comenzó la fijación y forestación de las dunas en gran escala con métodos inéditos para la Argentina.

- En 1942 se comenzó la urbanización; se extendió la red vial, se construyeron casas para el personal jerárquico de la empresa y se finalizaron los estudios específicos sobre los recursos naturales y las características climáticas del lugar, datos imprescindibles para la realización del Plan Director que proyectaría la conformación integral del paisaje que se quería trazar.

- El 14 de febrero de 1943, se inauguró Pinamar como balneario y se abrió al público. Se construyó e inauguró el Playas Hotel, la Usina eléctrica y un pequeño Centro Comercial. Se prosiguió con las plantaciones para seguir fijando sus dunas. Se donaron fracciones de tierra para la construcción de la Escuela, la Sala de Primeros Auxilios, el Centro Cívico, el Destacamento de Policía, la Estación de Meteorología y la Iglesia. Se construyó una fábrica de tejas, baldosas y otros elementos para la construcción. Se concretó el camino provincial.

- En 1944, se presentó el Plan Director a la Provincia de Buenos Aires, el que fue aprobado. Se extendió la red vial diferencial con la pavimentación de las calles principales de Pinamar. Se tendieron redes eléctricas y de agua corriente, y simultáneamente se urbanizaron las primeras zonas en forma definitiva. En 1945, se vendieron los primeros lotes y comenzó la construcción un núcleo de viviendas permanentes y de casas para veraneo. En ese mismo año se inauguraron la primera cancha de golf, la Escuela, la sala de primeros auxilios, la Iglesia Nuestra Señora de la Paz, la Cooperativa de Agua y Luz, el teléfono público, el correo y el muelle primitivo.

- Se siguieron haciendo mejoras en los servicios: restablecimiento del servicio ferroviario desde Buenos Aires, que incluyó la construcción de una nueva estación ferroviaria inaugurada en 2001, servicio telefónico de avanzada para la época, gas natural en algunas zonas y últimamente la ruta de acceso desde Buenos Aires.
- El servicio ferroviario estuvo suspendido entre 2015 y 2021, pero en enero de ese último año se restableció[2][3] un servicio asociado al ramal Constitución- Mar del Plata, con trasbordo en General Guido y parada intermedia en General Madariaga.

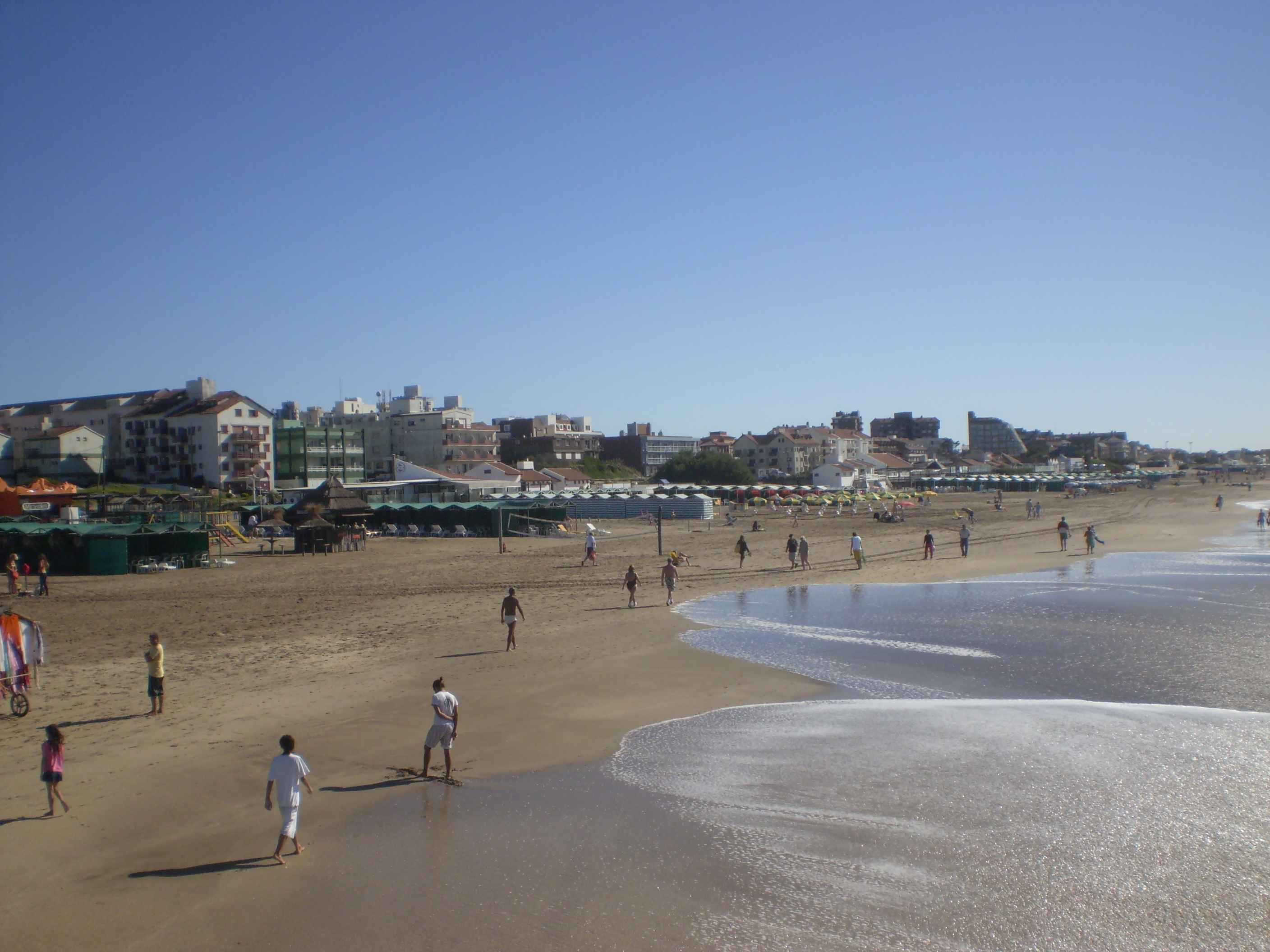
Pinamar, vista desde el muelle hacia el norte.

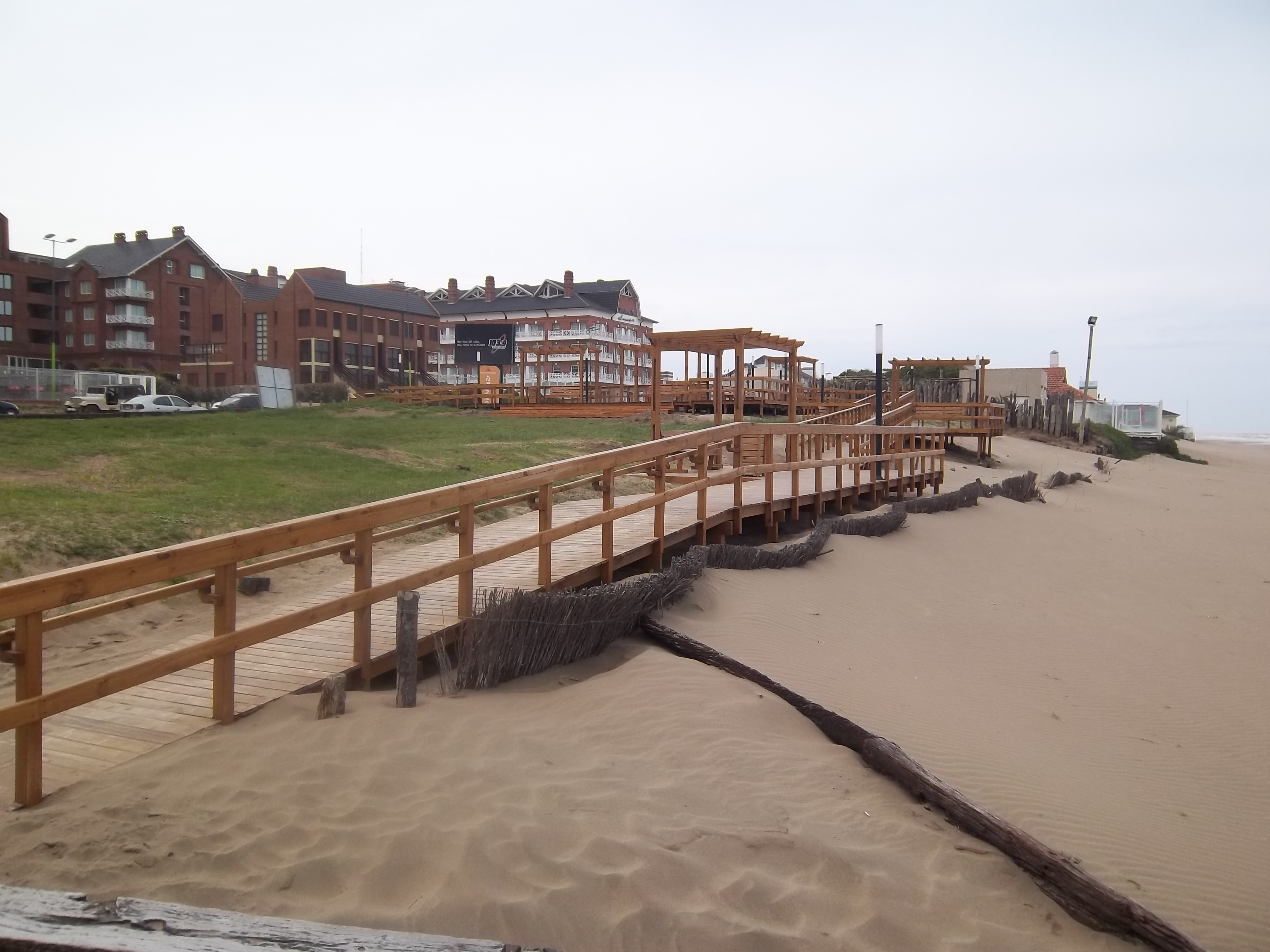
Rambla de madera en Pinamar.

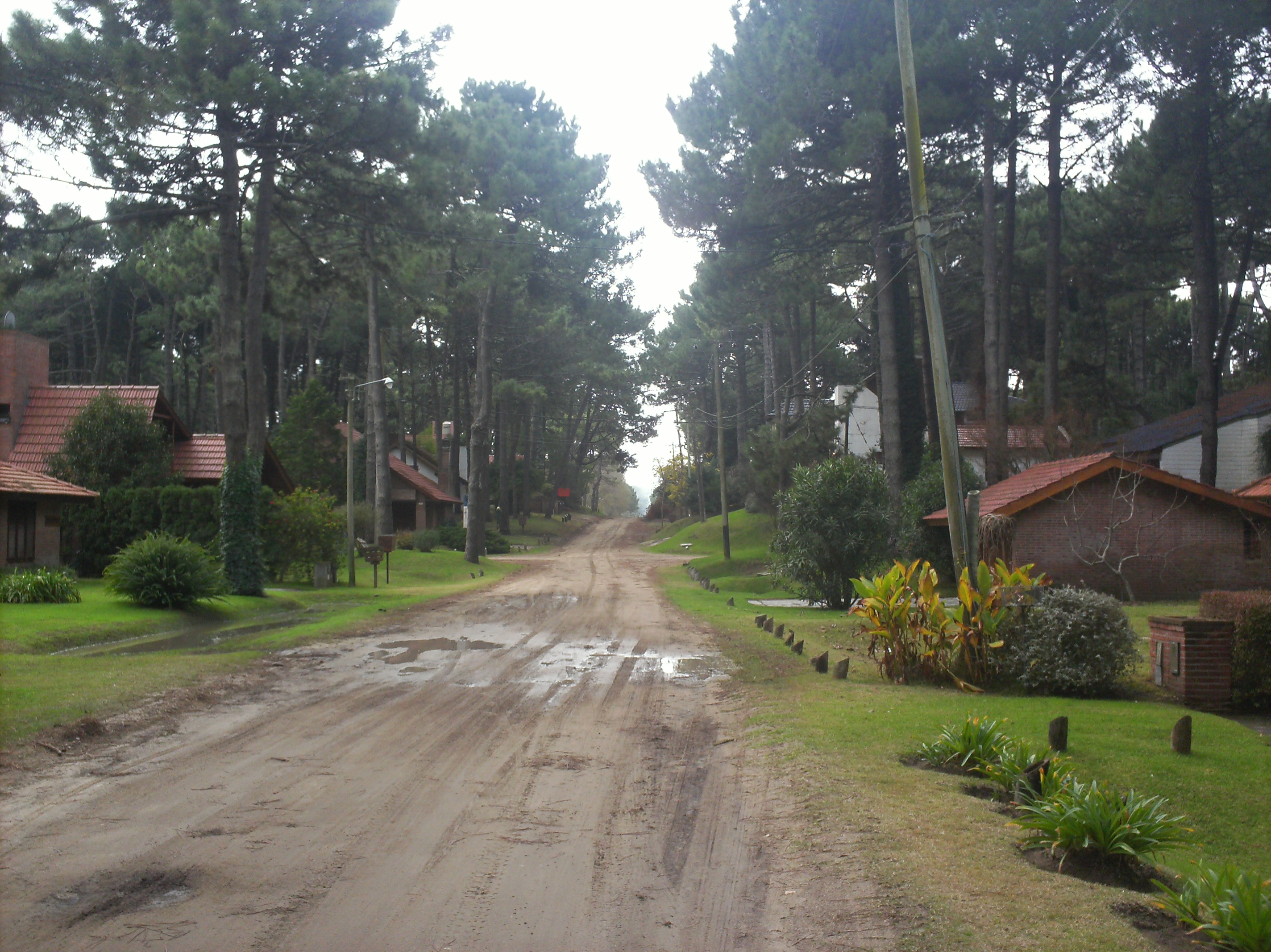
Calle Nautilus de Pinamar.

## Población
La ciudad de Pinamar junto con las localidades de Ostende, Valeria del Mar y Cariló, contaba con 25,397 habitantes (Indec, 2010), lo que representa un incremento del 23,33% frente a los 20,592 habitantes (Indec, 2001) del censo anterior.
| Gráfica de evolución demográfica de Pinamar entre 1960 y 2010 |
|                                                               |
| Fuentes: INDEC                                                |

.

## Nivel de vida
Las quejas de los residentes debido a robos han provocado remociones de los jefes policiales. Siendo el caso más resonante el asesinato del reportero gráfico José Luis Cabezas. Hasta el turismo se ve afectado por esta problemática.
La ciudad no tiene aún una cobertura completa del servicio de cloacas ni de gas natural, uno de los barrios sin este servicio es el llamado Barrio Iglesia. Tampoco cuenta con planta depuradora de efluentes y las obras de infraestructura se encuentra paralizada (el municipio reconoció que no puede afrontar las grandes obras de infraestructura). El agua potable se encuentra racionalizada en la temporada de verano debido a la escasa presión de agua durante la noche. Otro problema característico de Pinamar es la cantidad de menores que circulan en cuatriciclos o motocicletas sin ningún tipo de control, problema que ha ocasionado accidentes y más de una muerte. En la temporada 2008-2009 se agravaron los problemas derivados por la ingesta de alcohol por menores en lugares públicos, llegando al extremo de acuchillados y lesionados
Desde la municipalidad y la provincia están trabajando para ordenar el tránsito tanto en la ciudad como en las playas.
Pinamar cuenta con infraestructura de calidad, ofreciendo amplias comodidades. Entre otras actividades ha comenzado a tener resonancia su festival cinematográfico internacional llamado Pantalla Pinamar.

## Turismo
La ciudad de Pinamar es uno de los principales centros turísticos del país, cuenta con playas extensas y arenas limpias. Además, tiene una gran cantidad de balnearios y paradores. Durante la temporada de verano la ciudad recibe más de 1 millón 600 mil visitantes. Los jóvenes que concurren a dicha ciudad, debido a la poca actividad nocturna que tiene la misma, se trasladan a la ciudad de Villa Gesell situada a unos 25 kilómetros de Pinamar.
Verano PlanetaEs un evento organizado por la Editorial Planeta y patrocinado por una conocida entidad bancaria. Su objetivo es acercar los escritores más reconocidos de la literatura nacional con sus lectores. Se realiza una vez por semana, durante los meses de enero y febrero con entrada libre y gratuita.
En cuanto a los espectáculos teatrales se llevan a cabo en el Teatro Municipal de la Torre y en el Cine-Teatro Oasis.
Seven Nacional de Rugby PlayeroEs una modalidad reducida de juego en tiempo y en cantidad de jugadores. Son dos tiempos de 7 minutos y 7 hombres por equipo. Es un evento producido en forma privada que convoca a los 12 equipos más relevantes de las principales uniones de rugby Argentino. A pesar de ser una competencia fuera del calendario oficial, en el año 2014, en su 5.ª edición ha sido declarado de Interés Turístico Municipal por la cantidad de equipos que han participado a lo largo de sus ediciones, por la enorme repercusión mediática que el mismo tiene, y por la multitudinaria convocatoria que cada año genera este gran espectáculo que se realiza siempre en el tercer fin de semana de enero. Adicionalmente se realiza una clínica de Rugby para infantiles sin cargo dirigida por referentes del deporte a nivel nacional.
Five a Side Hockey Playero: Desde el año 2013 se realiza en simultáneo con el Seven Nacional de Rugby Playero, un torneo de Hockey Playero, Este también contempla una modalidad reducida de juego en tiempo y en cantidad de jugadoras. Son dos tiempos de 7 minutos y 5 mujeres por equipo. Es un evento producido en forma privada que convoca a los 12 equipos más relevantes de la Asociación Argentina de Hockey. A pesar de ser una competencia fuera del calendario oficial, en el año 2014, en su 2.ª edición ha sido declarado de Interés Turístico Municipal por la cantidad de equipos que han participado a lo largo de sus ediciones, por la enorme repercusión mediática que el mismo tiene, y por la multitudinaria convocatoria que cada año genera este gran espectáculo que se realiza siempre en el tercer fin de semana de enero. Adicionalmente se realiza una clínica de Hockey para infantiles sin cargo dirigida por referentes del deporte a nivel nacional.
Beach PoloSe practica sobre la arena y su mayor atractivo es que el público puede apreciar de cerca todas las instancias del juego.
Polo en La HerraduraSe realiza en el barrio privado La Herradura, un predio con extensos espacios verdes, un club house con restaurante y un centro hípico. La Herradura cuenta con dos campos de polo en óptimas condiciones. Allí se llevan a cabo importantes torneos en los que participan los equipos más importantes a nivel nacional y también internacional.
Pantalla PinamarEl Encuentro Cinematográfico Argentino-Europeo es organizado por el Instituto Nacional de Cine y Artes Audiovisuales (INCAA) junto a la Municipalidad de Pinamar, y se realiza hace 9 años consecutivos en la ciudad. El próximo año cumplirá su aniversario número 10.
El centro comercial de Pinamar se extiende por la Av. Arq. Jorge Bunge (principal de la ciudad) desde la Av. Enrique Shaw (hacia el oeste) y Del Libertador (hacia el este) y por estas hasta Av. Constitución. Además, hace algunos años que la ciudad tiene un nuevo centro en el norte, ubicado en Av. del Olimpo, entre Ilíada y Aquiles.

### Lugares religiosos
- Salón del Reino de los Testigos de Jehová.
- Parroquia Nuestra Señora de la Paz: Es la más grande y la principal del partido.Iglesia donde se conmemoran todas las fiestas religiosas. Icono turístico por su espléndida arquitectura.

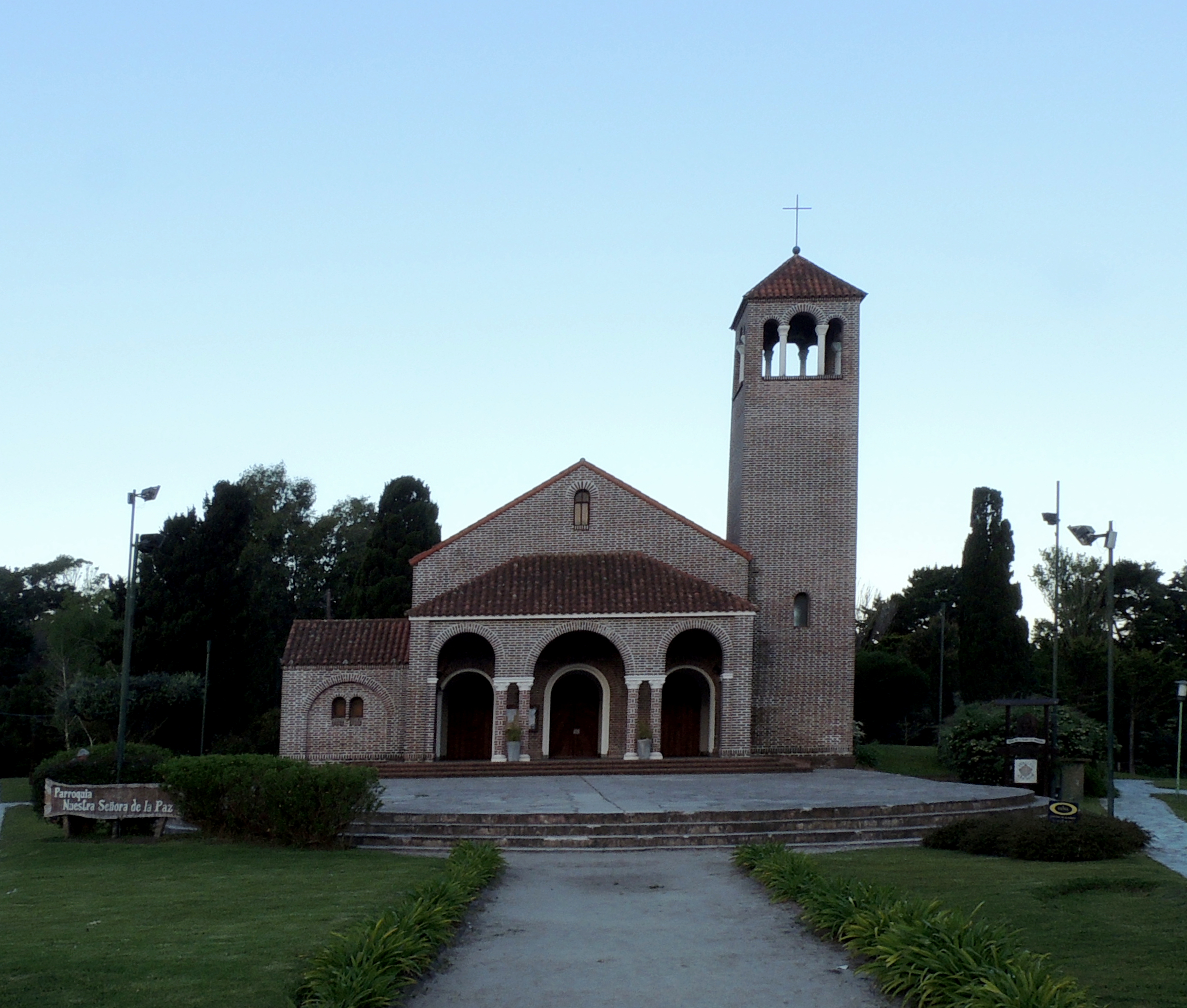
Iglesia donde se conmemoran todas las fiestas religiosas. Icono turístico por su espléndida arquitectura.

- Capilla San José Obrero: Esta capilla de aspecto sencillo, se encuentra en el barrio San José.
- Capilla Santa Teresa del Niño Jesús: Esta capilla, de estilo moderno, se encuentra en Pinamar Norte.
- La Iglesia de Jesucristo de los Santos de los Últimos Días.

### Espacios Verdes
Pinamar está repleto de espacios públicos, como plazas, plazoletas y parques, descansar y reposar tranquilamente y disfrutar del paisaje natural.
- Plaza Primera Junta: Es la principal de Pinamar. Cuenta con una gran variedad de árboles y caminos internos. Esta plaza se encuentra en el centro de la ciudad, rodeada por las calles Marco Polo, Del Valle Fértil y Avenida Constitución.
- Plaza Independencia: Una lugar arbolado que cuenta con una famosa calesita y muchos juegos para niños. La plaza está rodeada por una feria de artesanías, un centro cultural, que era antes una terminal de ómnibus, y por las calles Del Valle Fértil, Del Lenguado y Del Pejerrey.
- Plaza Las Acacias: De aspecto barrial. Lleva su nombre gracias a la cantidad de acacias que hay en ella. Está rodeada por las calles Júpiter, De Los Patos, Del Melgacho y De Las Totoras.
- Plaza Italia: Antigua, llena de eucaliptos. Esta plaza tiene como fondo el Parque De La Familia, donde se encuentran los juegos bioorgánicos para niños. Se ubica entre las calles Marco Polo, Del Tuyu, Gulliver y Eolo.
- Plazoleta Ismael Barabino: A este pequeño espacio verde, ubicado en el medio de la Avenida Constitución entre Intermédanos y Apolo, llegaba el tren proveniente de Buenos Aires. Debe su nombre al primer jefe de estación que tuvo la ciudad.
- Plazoleta Arquitecto Jorge Bunge: Ubicada entre las Avenidas Arq. J. Bunge, De Las Artes y De La Sirena, tiene dos pequeños monumentos, el De Los Pioneros y el del Arquitecto Bunge, fundador de Pinamar.
- Parque Del Mar: es un amplio espacio público que abarca la Rotonda de las Av. del Mar y Bunge, donde hay una escultura "Dibujando Espacios" en el medio de la misma. También, un balneario, la radio “Estudio Playa” y un sitio para sentarse a descansar y tomar sol.

## Deporte
En las dunas, se suelen practicar travesías 4x4, cabalgatas, y caminatas.
En el mar se practica jet-sky, vela, windsurf, surf, bodyboarding, y pesca deportiva, en embarcaciones desde el muelle que fue reabierto después de estar clausurado por reformas. La ciudad cuenta con canchas de golf de 9 y 18 hoyos, de polo y de tenis. También posee un polideportivo, donde se practica fútbol, rugby, básquet y hockey.

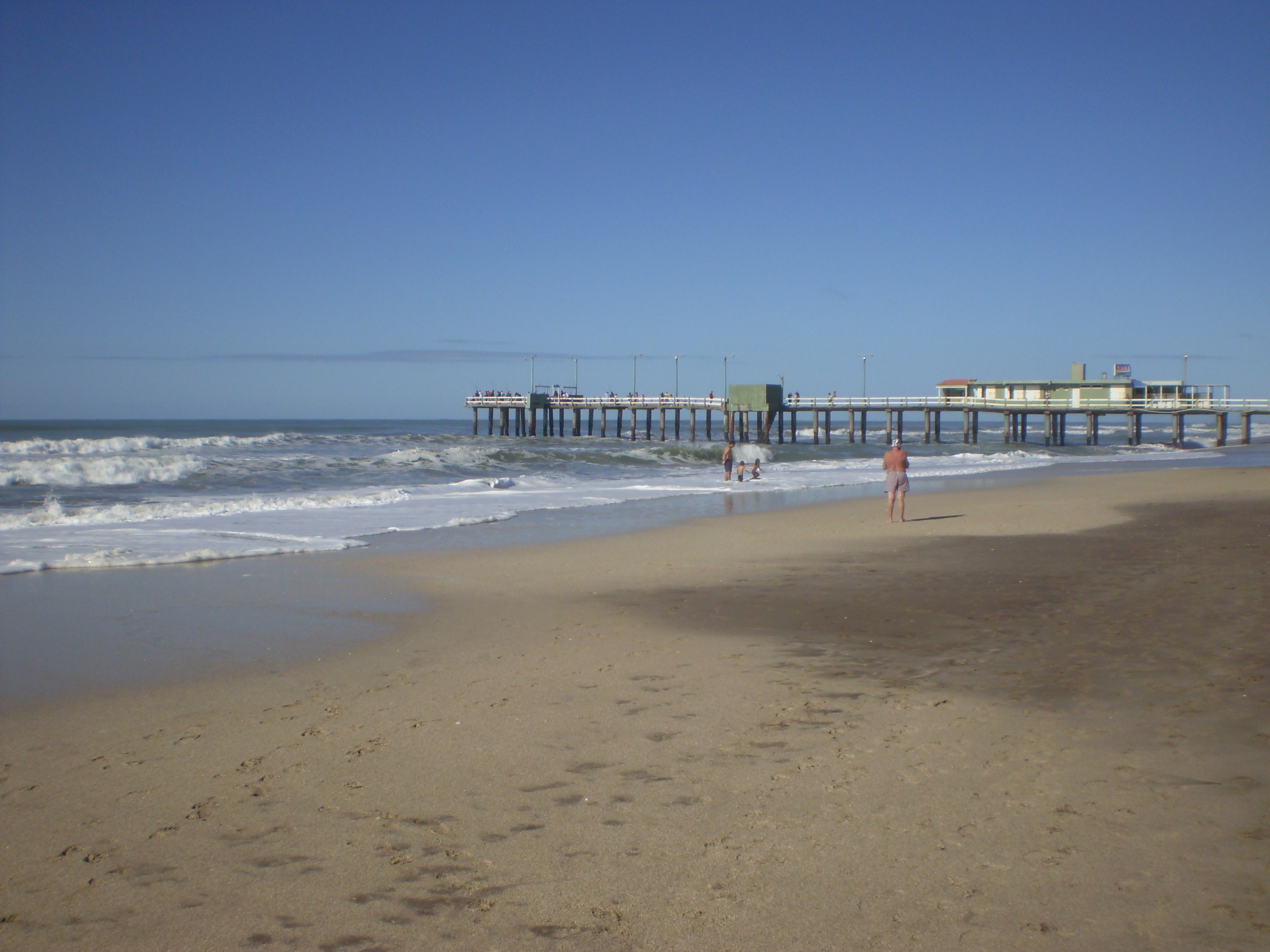
Playa y muelle de pescadores de Pinamar.

## Transporte
Se puede llegar a la ciudad en tren (el servicio estuvo suspendido en algún momento, pero desde el 25 de enero de 2021 se rehabilitó), arribando a la estación Divisadero de Pinamar. Es necesario hacer trasbordo de unidades en la estación General Guido, ya que el tramo Guido- Madariaga- Divisadero es un servicio complementario del tren entre Constitución y Mar del Plata, incluso los pasajes se adquieren por separado.
En micro, arribando a la terminal de ómnibus (Avenida Arq. Jorge Bunge y Del Bosque). 
También se puede llegar por avión al cercano Aeropuerto de Villa Gesell. 
Se puede recorrer la ciudad mediante el servicio de taxis y la empresa de colectivos Costa Azul, que ofrece ramales que recorren de norte a sur el partido de Pinamar.

## Cultura
La gente puede asistir a cines y teatros:
- Cine Teatro Oasis, con salas 3D y gran capacidad (ubicado en Av. Enrique Shaw y Del Lenguado)
- Teatro Municipal De La Torre (Ubicado en Constitución y del Valle Fértil)
- Teatro Escuela de Pinamar, entidad creada por Federico Herrero y Nicolás Francisco Herrero

## Hermanamientos
La ciudad de Pinamar ha firmado vínculos de cooperación perdurables, en carácter de hermanamientos, con las siguientes ciudades:
- Deauville, Calvados, Francia (enero de 2017)[27]

## Servicios
- TELPIN es la Cooperativa Telefónica de Pinamar, pionera en el uso de centrales digitales, brinda servicio de telefonía e internet;
- C.A.L.P es la Cooperativa de Agua, y Luz de Pinamar, brinda los servicios de agua corriente, energía eléctrica y cloacas a la comunidad;
- ProaGas es la empresa prestadora del servicio de gas natural actualmente ( antes Emgasud )

## Clima
La temperatura media anual es de 14.6 °C y la humedad relativa promedio anual es del 75 %. En época estival, los vientos soplan a una velocidad promedio de 14.7 km/h.

## Distancias lineales
- 349 km al sudsudeste del kilómetro 0 de la ciudad de Buenos Aires
- 110 km al nornoreste de Mar del Plata
- 16 km al nornoreste de Villa Gesell
- 41 km al sur de Mar de Ajó
- 27 km al este de General Madariaga
- (1459.9 km) por RN14 desde Formosa

A 1750 km  desde Santiago de Chile 
|                                           | Norte: Montecarlo   |         |
| Oeste: Localidades del Partido de Pinamar |                     | Este: - |
|                                           | Sur: Mar de Ostende |         |

## Parroquias de la Iglesia católica en Pinamar
| Diócesis  | Mar del Plata            |
| --------- | ------------------------ |
| Parroquia | Nuestra Señora de la Paz |

## Hecho interesante
El 2 de julio de 2019 tuvo lugar la primera observación con cámara web del mundo del eclipse solar total debajo del horizonte desde esta ciudad, que fue la extensión del eclipse solar total de 2019.